# Jens Falta
Jens Falta (* 1960) ist ein deutscher Physiker und seit 1999 Professor für Experimentalphysik an der Universität Bremen.

## Leben
Falta studierte von 1982 bis 1988 Physik an der Universität Hamburg und der Universität Hannover. Im Anschluss daran war er von 1988 bis 1991 an der Universität Hannover als Doktorand am Institut für Festkörperphysik bei Martin Henzler tätig und wurde in Hannover 1991 mit einer Arbeit über „Structural investigations on surface defects for the epitaxy of silicon on Si(100) and the catalytic oxidation of CO on Pt(110)“ promoviert.
Nach der Promotion verbrachte Falta ein Jahr als Postdoktorand am IBM T. J. Watson Research Center in Yorktown Heights, New York, USA (bei Rudolf Tromp). Von 1992 bis 1999 war er Forschungsassistent am Hamburger Synchrotronstrahlungslabor (HASYLAB) des Deutschen Elektronensynchrotrons (DESY) und an der Universität Hamburg (bei Gerhard Materlik). 1997 erfolgte seine Habilitation mit einer Arbeit über „Charakterisierung und Herstellung vergrabener ultradünner Dotierungsschichten“ an der Universität Hannover.
Seit 1999 ist Falta Professor für Experimentalphysik (Gebiet Oberflächenphysik) an der Universität Bremen, wo er von 2003 bis 2023 die Position des Dekans des Fachbereiches 1 (Physik und Elektrotechnik) innehatte.

## Forschungsschwerpunkte
Seine Forschungsschwerpunkte sind Oberflächen und Zwischenschichten des Festkörpers, strukturelle Untersuchungen, niederdimensionale Systeme (Quantentröge, Quantendrähte und Quantenpunkte), Halbleiter (Si, Ge, GaAs, GaN, II-VI), Wachstumsphänomene, kolloidale Superschichten, Rastertunnelmikroskopie, hochauflösende niederenergetische Elektronenstreuung, Synchrotronstrahlungs-gestützte Beugung, Streuung, Mikroskopie und Spektroskopie.